# Charles Franquet de Franqueville
Pour les articles homonymes, voir Franqueville.
Charles Franquet, né à Paris en 1840 et mort dans la même ville en 1919, comte de Franqueville, est un conseiller d'État français, connu surtout pour ses travaux sur les institutions britanniques.

## Biographie

### Enfance
Le futur comte romain Amable, Charles, Franquet de Franqueville est né le 1er janvier 1840, rue de Lille à Paris , à onze heures du soir. Il est le seul enfant d'Ernest de Franqueville et Cécile Belle de Caux. Il est baptisé à l'église Saint-Thomas-d'Aquin le 9 mars 1840. Ses parents déménagent place du Palais-Bourbon l'année suivante.
La famille de Franqueville passe souvent les vacances à Bourbilly, demeure maternelle en Bourgogne. Il est envoyé en pension par son père et fait ses études au collège Henri IV. Le 3 décembre 1850, sa mère meurt. Il fit de nombreux voyages à travers toute la France avec son père.

### Carrière
Il fait des études de droit, et dès le début, il espère entrer au Conseil d'État. Il fait un voyage en Espagne, et visite de nombreuses villes, comme Alicante, Tolède, Cadix, Séville, ou même Lisbonne. Il visite également l'Italie, notamment Venise.
Il s'intéresse tout particulièrement au droit administratif. Le 27 novembre 1859, Eugène Rouher lui annonce qu'il figure sur la liste des gens autorisés par l'empereur Napoléon III à se présenter au concours du Conseil d'État, alors qu'il n'a pas encore obtenu sa licence de droit et qu'il n'est pas majeur. Il est classé douzième, alors qu'il n'y a que huit places, il doit donc attendre sa nomination.
Il devient maître des requêtes au Conseil d'État en 1872, secrétaire de la commission des chemins de fer la même année, membre de l'Académie des sciences morales et politiques en 1888, membre de l'Académie royale de Belgique en 1890, membre de la commission supérieure de l'exposition universelle de 1900.
Son père Ernest de Franqueville était également conseiller d'État.
En 1870, il est fait comte romain et de Franqueville à titre héréditaire par le pape Pie IX.
En juin 1901, il est reçu docteur honoris causa (Doctor of Laws - LL.D) de l' Université de Glasgow.
En France, il est reçu Officier de Ordre national de la Légion d'honneur.
Il meurt en son château de la Muette le 28 décembre 1919. Les obsèques du comte de Franqueville ont lieu le mercredi 7 janvier à 10 heures, en l'église de Vic-de Chassenay; la cérémonie est présidée par Mgr l'Évêque de Dijon Maurice Landrieux.

## Publications
Nombreux sont les ouvrages où il a consigné les idées que lui ont suggérées les mœurs et les traditions anglaises. Il a traité les institutions politiques, judiciaires et administratives anglaises comme les sociétés de secours mutuels, le régime des travaux publics ou le gouvernement et le parlement britanniques.
- Commentaire de la loi du 16 septembre 1807 sur le dessèchement des marais, in-8°, 134 pages. Paris. Thunot, 1860
- Les Institutions politiques, judiciaires et administratives de l'Angleterre, 1863
- Étude sur les sociétés de secours mutuels en Angleterre, in-8°, 52 pages. Paris, P. Dupont, 1863 Texte en ligne
- Les Écoles publiques en Angleterre, 1869
- Du Régime des travaux publics en Angleterre : rapport adressé à M. le ministre des Travaux publics, 4 vol., 1874 Texte en ligne 1 2 3 4
- Le Gouvernement et le parlement britanniques, 3 vol., 1887
- Rapport sur le prix Le Dissez de Penanrun, 1889 Texte en ligne
- Le Système judiciaire de la Grande-Bretagne, 2 vol., 1893 Texte en ligne
- La Justice criminelle en France et en Angleterre, 1894 Texte en ligne
- L'Institut de France : son origine, ses transformations, son organisation, 1895 Texte en ligne
- Le Premier siècle de l'Institut de France : 25 octobre 1795-25 octobre 1895, 2 vol., 1895-1896 Texte en ligne 1 2
- Marie de Franqueville, sœur Sainte-Catherine de Sienne au Tiers-Ordre de saint Dominique, 1844-1900, 1903, Texte en ligne
- L'Organisation judiciaire des États-Unis, 1904 - Prix Odilon-Barrot
- Histoire de Bourbilly, 1907, Texte en ligne
- Le Château de La Muette, 1915
- Lady Sophia Palmer, comtesse de Franqueville (1852-1915), 1917
- Souvenirs 1840-1919, 1922